# Максимилиан I Йозеф (Бавария)
Максимилиан I Йозеф Баварски (на немски: Maximilian I Joseph von Bayern) е първият крал на Бавария (от 1 януари 1806 г.). Преди да получи кралска титла, Максимилиан I е херцог на Бавария и Цвайбрюкен (1795 – 1799), херцог на Юлих и Берг и курфюрст на Пфалц и Бавария (като Максимилиан IV Йозеф, 1799 – 1805).

## Произход и ранни години
Максимилиан Йозеф е син на Фридрих-Михаел, пфалцграф на Цвайбрюкен-Биркенфелд (1724 – 1767) и на Мария-Франциска фон Зулцбах (1724 – 1794). Роден е на 27 май 1756 г. в Швецинген – град намиращ между градовете Хайделберг и Манхайм. Расте във Франция.
Той получава добро образование под зоркия поглед на чичо си – херцога на Цвайбрюкен Кристиан IV. През 1776 г. Максимилиан получава титлата Граф на Раполщайн, а на следващата година постъпва на служба във френската армия и бързо се издига до чин генерал-майор. От 1782 до 1789 г. е разпределен в Страсбург, но след избухването на Великата френска революция той напуска Франция и постъпва в австрийската армия и участва в революционните войни срещу Франция.

## Херцог на Цвайбрюкен, курфюрст на Бавария и Пфалц
На 1 април 1795 г. той наследява от брат си Карл II Аугуст титлата херцог на Цвайбрюкен, въпреки че Цвайбрюкен е изцяло окупиран от французите.
На 16 февруари 1799 г. умира баварският курфюрст Карл-Теодор, което слага край на линията Пфалц-Зулцбах. Като най-близък негов роднина по права линия Максимилиан Йозеф наследява Карл-Теодор като курфюрст на Пфалц и Бавария, сенешал на империята, херцог на Берг.
Силно повлиян от идеите на Френското Просвещение, Максимилиан Йозеф управлява в просветителски дух, въвеждайки множество прогресивни реформи в областта на земеделието, търговията, образованието и съдопроизводството. По негово време е проведена и данъчна нивелировка, която не се съобразява с традиционните за феодализма съсловни привилегии. Освен това Максимилиан Йозеф предприема мащабно настъпление срещу църковните привилегии, закривайки множество манастири и отчуждавайки църковно имущество, приходите от което са използвани за образователни и други полезни цели. През май 1800 г. Максимилиан Йозеф закрива университета в Инголщат и го премества в Ландсхут.
Бавария на Максимилиан Йозеф влиза във войната срещу Франция на страната на Втората антифренска коалиция с нежелание и по принуда. Във Войната на Третата коалиция курфюрстът застава на страната на Франция. По време на управлението му територията и населението на Бавария се увеличават.

## Крал на Бавария
От германска гледна точка поведението на Максимилиан Йозеф в областта на външната политика се смята за не чак толкова достойно. За разлика от все по-засилващото се чувство за принадлежност към една германска нация, което след началото на Наполеоновите войни обхваща разединените германски земи, Максимилиан Йозеф до последно остава верен на легитимистките принципи за изключителните му династични права върху властта над Бавария, независимостта на която той се стреми да съхрани в условията на раздиращите Европа революционни войни. До 1813 г. Максимилиан Йозеф е един от най-верните външнополитически съюзници на Наполеон Бонапарт, тъй като най-голяма опасност херцогът вижда в лицето на Австрийската империя, чиито претенции за първенство в немскоезичния свят застрашават независимостта на Бавария, доказателство за което е застрашителното за баварците поведение на Австрия преди и по време на войната за баварското наследство, тридесет години по-рано. Съюзът между Бавария и Наполеонова Франция е скрепен с династичен брак между една от дъщерите на баварския херцог Августа-Амалия и доведения син на Наполеон – Йожен дьо Боарне. Наградата за поведението си Максимилиан Йозеф получава при подписването на договора от Пресбург, според който той получава кралска титла и важни териториални придобивки в Швабия и Франкония, чрез които партикулираните владения на баварския крал са интегрирани в една цялост.
На 1 януари 1806 г. Максимилиан Йозеф е коронован за крал. На 15 март той отстъпва херцогство Берг на Наполеоновия зет Жоашен Мюра.
Новият баварски крал се оказва най-важната фигура сред владетелите от Рейнската конфедерация. Той остава верен на Наполеон до навечерието на битката при Лайпциг, когато според договора от Рийд (8 октомври 1813), Максимилиан I Йозеф срещу съответни гаранции от страна на съюзниците напуска Конфедерацията и се присъединява към коалицията.
По силата на първия Парижки договор от 1814 г. Максимилиан I Йозеф е принуден да върне Тирол на Австрия в замяна на териториите на бившето велико княжество Вюрцбург. На Виенския конгрес, на който кралят присъства лично, Максимилиан I Йозеф е принуден да направи допълнителни отстъпки на Австрия и да върне Залцбург, четвърт от областта Ин и Хаусрук, срещу което получава западните части от Пфалц. Борейки се да запази интегритета на баварските земи, гарантиран от договора от Рийд, Максимилиан I Йозефн не получава нищо повече от уверението на Метерних за компромис по въпроса за наследството на Баден, което също се оказва разочарование за краля.
Във Виена и след това Максимилиан I Йозеф се бори усилено срещу политическата консолидация на германските земи, която би застрашила политическата независимост на Бавария. Сред приносите му е принципът за запазване суверенитета на германските принцове в рамките на Германския съюз, което косвено допринася за политическата нефункционалност и последвалото разпадане на Конфедерацията. Федералният акт от Виенския конгрес е прокламиран в Бавария не като конституция на една нова държава, а като международен договор. За да сведе до минимум възможността за намеса на конфедеративната диета във вътрешните дела на Бавария, от една страна, и за да създаде единна политическа спойка за хетерогенните си владения, от друга, на 26 май 1816 г. Максимилиан I Йозеф дарява на поданиците си една либерална за времето конституция. По същото време кралят минава на реакционна страна по въпроса на църковните привилегии и на 24 октомври 1817 г. той сключва конкордат с католическата църква, който връща всичките ѝ отнети преди това привилегии в Бавария. Междувременно либералният баварски парламент, създаден с новата конституция, се оказва доста по-независим в поведението си, отколкото самият крал е очаквал, поради което се стига до парадокса Максимилиан I Йозеф да се оплаква пред великите сили от собственото си творение. В същото време баварският партикуларизъм и популярността сред народа му не позволяват на краля да въведе строго спазване на Карлсбадските декрети (серия от реакционни рестрикции върху либералните свободи, които са приети от бундестага на Германската конфедерация в Карлсбад през 1819) на територията на кралството.
Максимилиан I Йозеф умира на 13 октомври 1825 г. в двореца Нимфенбург, близо до Мюнхен. След смъртта му на баварския престол се възкачва синът му Лудвиг I.

## Семейство
Максимилиан I Йозеф се жени два път и има общо тринадесет деца.
Първата съпруга на краля от 1785 г. е ландграфинята Августа Вилхелмина фон Хесен-Дармщат (1765 – 1796), дъщеря на ландграф Георг Вилхелм фон Хесен-Дармщат и графиня Мария Луиза Албертина фон Лейнинген-Дагсбург-Фалкенбург. От нея Максимилиан I Йозеф има пет деца:
- Лудвиг I (1786 – 1868), крал на Бавария;
- Августа Амалия Лудовика Георгия (1788 – 1851), принцеса на Бавария; омъжена 1806 г. за Йожен дьо Боарне
- Амалия Мария Августа (1790 – 1794), графиня на Пфалц и Цвайбрюкен;
- Каролина Шарлота Августа(1792 – 1873), императрица на Австрия; омъжена I. 1808 – 1814 г. (анулиран) за Вилхелм I фон Вюртемберг; II. 1816 за император Франц II от Австрия
- Карл Теодор Максимилиан Август (1795 – 1875), принц на Бавария;

Втората съпруга на краля от 9 март 1797 г. е баденската принцеса Каролина (1776 – 1846), дъщеря на принц Карл Лудвиг фон Баден и Амалия фон Хесен-Дармщат. Тя ражда на краля осем деца:
- мъртвороден син
- Максимилиан Йозеф Карл Фредерик (1800 – 1803)
- Близнаци
  - Елизабет-Лудовика (1801 – 1873), кралица на Прусия
  - Амалия-Августа (1801 – 1877), кралица на Саксония
- Близнаци
  - Мария Анна Леополдина (1805 – 1877), кралица на Саксония
  - София Фредерика Доротея Вилхелмина (1805 – 1872), ерцхерцогиня на Австрия, майка на император Франц Йосиф
- Мария Лудовика Вилхелмина (1808 – 1892), майка на императрица Елизабет Баварска
- Максимилиана Йозефина Каролина (1810 – 1821)